# Benzol
Benzol est le nom donné dans le commerce à la benzine du goudron de houille. Ce fut longtemps un sous-produit de la distillation (pyrolyse) de la houille en coke et en gaz de houille, résultat des développements de la carbochimie. Par la suite, la majeure partie du benzène est produite par l'industrie pétrochimique.
Il fut utilisé quelque temps avant guerre[Laquelle ?] par des particuliers comme carburant, après modification appropriée du carburateur de leur voiture[réf. nécessaire].
C'est un mélange toxique de benzène , de toluène et de xylène.